# K. Michelle
Kimberly Michelle Pate (née le 4 mars 1986), plus connue par son nom de scène K. Michelle, est une chanteuse américaine. Elle a été connue en signant avec Jive Records en 2009 et avec le single Fakin' It (feat. Missy Elliott). Elle est revenue avec les singles Fallin, I Just Can't Do This et How Many Times avant de quitter Jive Records.

## Jeunesse
Enfant, K. Michelle a appris à jouer du piano et de la guitare, elle a pris aussi des leçons de chant de Bob Westbrook qui a entrainé des artistes tels que Justin Timberlake et Britney Spears. Elle a obtenu une bourse d'études musicales à la Florida A&M. Elle y a été couronnée Miss Freshman pendant l'année scolaire 2000-2001 à l'âge de 18 ans. Et même si elle a été couronnée  Miss FAMU pendant l'année scolaire 2003-2004, elle n'a pas pu tenir ce rôle à cause de raison personnelle.

## Biographie

### 2009-2011: début de Carrière
La carrière de K. Michelle a commencé lorsqu'elle a signé chez Jive Records en 2009 et lorsqu'elle a sorti le single Fakin' It (feat. Missy Elliott dans la même année elle a retenu l'œil du public. En 2010, après le
ce single, K. Michelle a sorti 3 singles, Fallin, I Just Can't Do This et How Many Times; qui se sont respectivement classés aux numéros 56, 53 et 53 au Hot R&B/Hip-Hop Songs juste avant qu'elle ne quitte son label Jive Records en octobre 2011. Avant son départ de Jive, K. Michelle était en train d'enregistrer son 1er album où il était prévu des collaborations avec R. Kelly,, Trina, Usher, Gucci Mane, Akon et Missy Elliott.
Cependant l'album fut abandonné à cause de son départ de Jive.

### 2012-2013:Love & Hip Hop: Atlanta,Love & Hip Hop: New York, etRebellious Soul
En 2012, K. Michelle a rejoint la distribution de la téléréalité de VH1 Love & Hip Hop: Atlanta pour la saison 1. Pendant la diffusion de la téléréalité, K. Michelle annonce qu'elle veut quitter la téléréalité après la seconde saison  pour s'installer à New York et rejoindre la distribution de Love & Hip Hop: New York et pour se concentrer sur sa carrière musicale.
Peu après son apparence de la téléréalite, K. Michelle signe un contrat avec Atlantic Records et annonce que son 1er album sortira en 2013.
Le 22 avril 2013, K. Michelle a sorti un single promotionnel accompagné d'un clip appelé I Just Wanna via ITunes et YouTube.
En mai 2013, elle sort le 1er single de son album Rebellious Soul appelé V.S.O.P.. La chanson s'est classée numéro 89 au Billboard Hot 100 et numéro 27 au Hot R&B/Hip-Hop Songs .
L'album Rebellious Soul est sorti le 13 aout 2013 et il s'est classé no 2 au Billboard 200  et no 1 au Top R&B/Hip-Hop Albums et il s'est vendu 72.000 copie la 1ère semaine. Le 4 novembre 2013, elle commence la première date de sa tournée The Rebellious Soul Tour présenté par BET Music Matters. La tournée de 19 dates a commencé à San Francisco et s'est terminée le 3 décembre 2013 à Boston. La tournée inclut des dates à Los Angeles, Houston, Chicago et Atlanta. Les premières parties sont assurées par la protégée de Chris Brown, Sevyn Streeter et Tiara Thomas.

### 2014–présent:K. Michelle: My LifeetAWBAH (Anybody Wanna Buy a Heart?)
Le 7 février 2014, K. Michelle sort Can't Raise A Man , le 2ème single de son premier album Rebellious Soul. Le single se classe no 94 au Billboard Hot 100 et no 23 au Hot R&B/Hip-Hop Songs.
K. Michelle annonce qu'elle rejoindra Robin Thicke pour faire les 1ères Nord Américaine de sa tournée Blurred Lines Tour, qui commencera le 21 février 2014 à Atlanta en Géorgie.
Elle sort sa mixtape, Still No F*cks Given le 14 février 2014.
Le 5 mars 2014, VH1 annonce que K. Michelle sera la star du spin-off de Love & Hip Hop. Ce spin-off s'appelle K. Michelle: My Life, il raconte la vie de la chanteuse après Love & Hip Hop ainsi que sa carrière, sa famille et ses amis. Le spin-off commence le 3 novembre 2014.
Le 16 septembre 2014, K. michelle sort sur iTunes la chanson Love 'Em All, le 1er single de son 2ème album. La chanson Love 'Em All est décrite comme "puissante et granuleuse" par Kevin, éditeur en chef du site Spin Media.
Le 3 novembre 2014, k. michelle sort le 2e single de son album ABWBAH.
K. michelle annonce qu'elle rejoindra à partir de janvier 2015 Keyshia Cole pour promouvoir sa téléréalité K. Michelle: My Life et son album ABWBAH ainsi que le nouvel album de Keyshia Cole Point Of No Return.
Le 29 octobre, k. michelle sort le teaser de son nouvel album Anybody Wanna Buy a Heart appelé ABWBAH. L'album sortira sous le label Atlantic Records le 9 décembre 2014. La pochette de l'album est sortie quelques heures après sur le Twitter et le Facebook de la chanteuse,.
Le 1er janvier 2016, elle sort son 3e album, "More Issues Than Vogue".
Elle part en tournée pendant 1 mois à partir de juillet 2016 pour son "Hello Kimberly Tour". En septembre 2016, elle apparait sur la bande originale du film The Birth of a Nation,.
En 2017, elle sort sont 4e album, intitulé "Kimberly: The People I Used to Know", marquant sa dernière collaboration avec le label Atlantic Records.
Son 5e album, "All Monsters Are Human" sort en 2020 avec des critiques positives. L'album est accompagné de deux singles, "Just Like Jay" et "The Rain". L'album débute à la place 51 dans le Billboard 200 avec 8200 copies vendues la première semaine.
K. Michelle confirme que son 6e album sortira en 2022, il sera intitulé"'I'm The Problem".

## Discographie
- 2013 : Rebellious Soul (Atlantic Records)[27]

1. My Life (feat. Meek Mill)
2. Damn
3. I Don't Like Me
4. Can't Raise A Man
5. V.S.O.P.
6. Pay My Bills
7. Sometimes
8. Ride Out
9. Hate On Her
10. When I Get A Man
11. A Mother's Prayer

- Deluxe Edition

1. Better Than Nothing
2. The Right One
3. Same Man

- 2014 : Anybody Wanna Buy a Heart? (Atlantic Records)[28]

1. Judge Me  (03:08)
2. Love 'Em All  (04:05)
3. Going Under  (03:54)
4. Cry  (04:45)
5. How Do You Know?  (03:35)
6. Hard to Do  (3:58)
7. Maybe I Should Call  (03:28)
8. Something About the Night  (03:30)
9. Miss You, Goodbye  (03:05)
10. Build A Man Intro / Build A Man  (06:02)
11. Drake Would Love Me  (04:19)
12. God I Get It  (04:38)

## Concert
Principales
- Rebellious Soul Tour (2013) [29]
- My Twisted Mind Tour (2015)

Premières Parties
- Blurred Lines Tour (avec Robin Thicke) (2014) [30]
- For Lovers Only Tour (avec R. Kelly) (2014)

## Récompenses et Nominations
| Année | Prix                    | Catégorie                           | Travail nommé   | Résultat   |
| ----- | ----------------------- | ----------------------------------- | --------------- | ---------- |
| 2013  | NAACP Image Awards      | Outstanding New Artist              | K. Michelle     | Lauréat    |
| 2013  | Soul Train Music Awards | Meilleure Nouvelle Artiste          | K. Michelle     | Lauréat    |
| 2014  | BET Awards              | Best Female R&B/Pop Artist          | K. Michelle     | Nomination |
| 2014  | World Music Awards      | Meilleure artiste du monde          | K. Michelle     | Nomination |
| 2014  | World Music Awards      | Meilleure artiste féminine du monde | K. Michelle     | Nomination |
| 2014  | World Music Awards      | World's Best Live Act               | K. Michelle     | Nomination |
| 2014  | World Music Awards      | World's Best Entertainer            | K. Michelle     | Nomination |
| 2014  | World Music Awards      | meilleur album du monde             | Rebellious Soul | Nomination |

## Filmographie
| Année | Film                    | Rôle      |
| ----- | ----------------------- | --------- |
| 2014  | Rebellious Soul Musical | Elle-même |

### Télévision
| Année        | Film                              | Rôle      |
| ------------ | --------------------------------- | --------- |
| 2012–13      | Love & Hip Hop: Atlanta           | Elle-même |
| 2013–14      | Love & Hip Hop                    | Elle-même |
| 2014-Présent | K. Michelle: My Life              | Elle-même |
| 2015         | Love & Hip Hop Live: The Wedding  | Elle-même |
| 2015         | Punk'd : Stars piégées            | Elle-même |
| 2015         | L.A. Hair                         | Elle-même |
| 2016         | Stevie J & Joseline: Go Hollywood | Elle-même |